# Heimenkirch

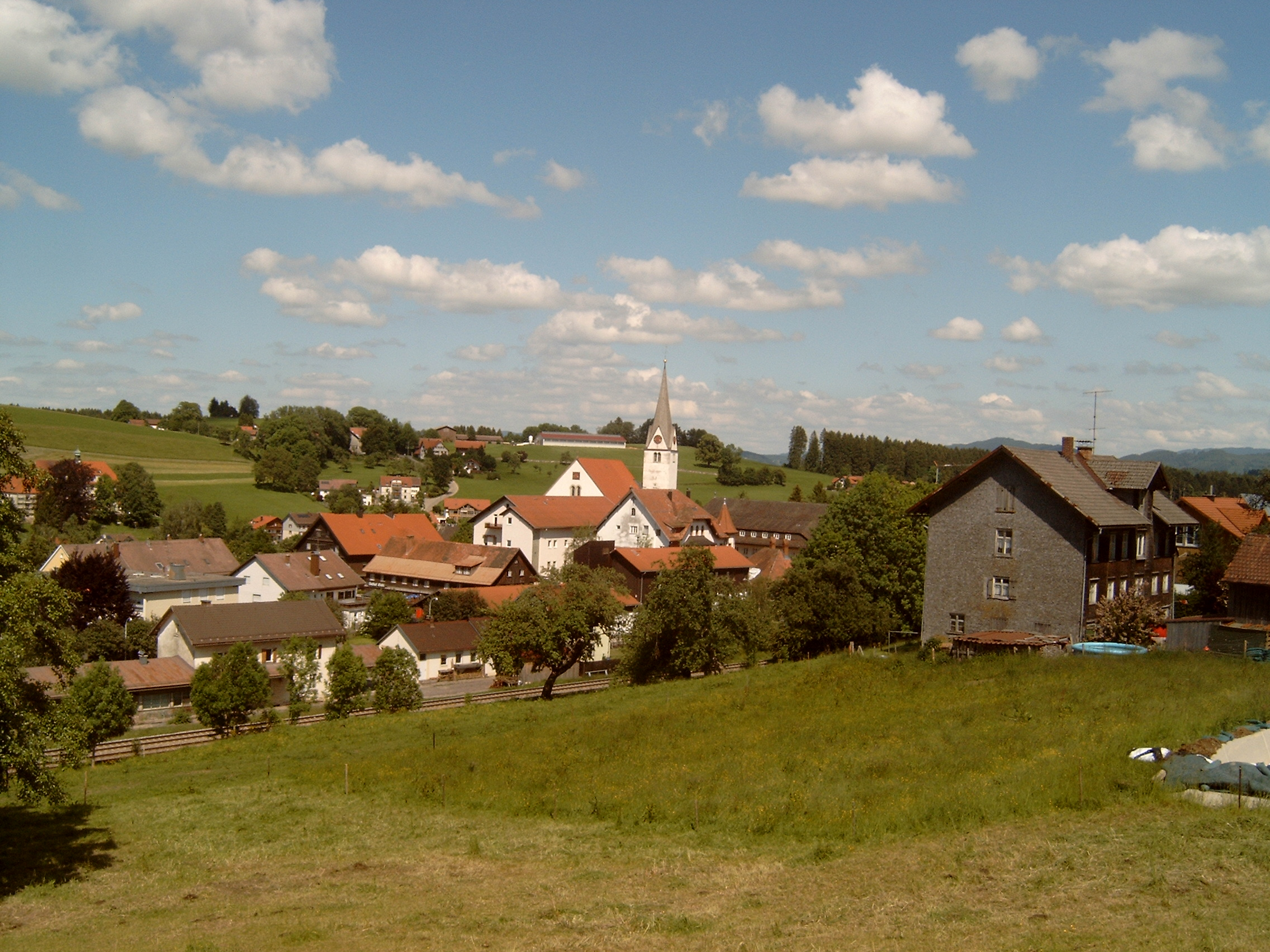
Heimenkirch

Heimenkirch este o comună-târg din districtul  Lindau (Bodensee), regiunea administrativă Schwaben, landul Bavaria, Germania.

## Descriere
Localitatea a aparținut în trecut de Austria. După Pacea de la Pressburg (1805) Heimkirch a fost încorporată Bavariei. În 1818 odată cu reforma administrativă a Regatului Bavariei a fost înființată comuna actuală. 
Comuna este împărțită în următoarele unități administrative: Aspach, Berg, Biesenberg, Dreiheiligen, Engenberg, Geigersthal, Hofs, Kappen, Mapprechts, Meckatz, Menzen, Mothen, Oberhäuser, Ober- și Unterried, Riedhirsch, Syrgenstein, Wolfertshofen, Zwiesele.

## Demografie
| An   | Locuitori |
| 1970 | 2.845     |
| 1987 | 3.093     |
| 2000 | 3.586     |

## Economie
- Compania Hochland AG producătoare de produse lactate își are sediul aici.

## Localități partenere
- Balassagyarmat, Ungaria